# Virgil, Kansas
Virgil là một thành phố thuộc quận Greenwood, tiểu bang Kansas, Hoa Kỳ. Năm 2010, dân số của xã này là 71 người.

## Dân số
Dân số các năm:
- Năm 2000: 113 người
- Năm 2010: 71 người